# Baldur's Gate: Dark Alliance
Baldur's Gate: Dark Alliance è un videogioco di ruolo del 2001 sviluppato da Snowblind Studios e pubblicato da Interplay Entertainment per PlayStation 2. Primo titolo della serie Baldur's Gate realizzato per console, il videogioco ha ottenuto conversioni per Xbox, GameCube e Game Boy Advance. Del gioco era inoltre prevista una versione per Microsoft Windows, sviluppata da CD Projekt e mai commercializzata.
Ambientato nell'universo Forgotten Realms, il gioco segue le regole della terza edizione di Dungeons & Dragons.
Del gioco è stato realizzato un sequel, Baldur's Gate: Dark Alliance II (2004), e una remastered per PlayStation 4, Xbox One, Nintendo Switch e personal computer.